# 移動派

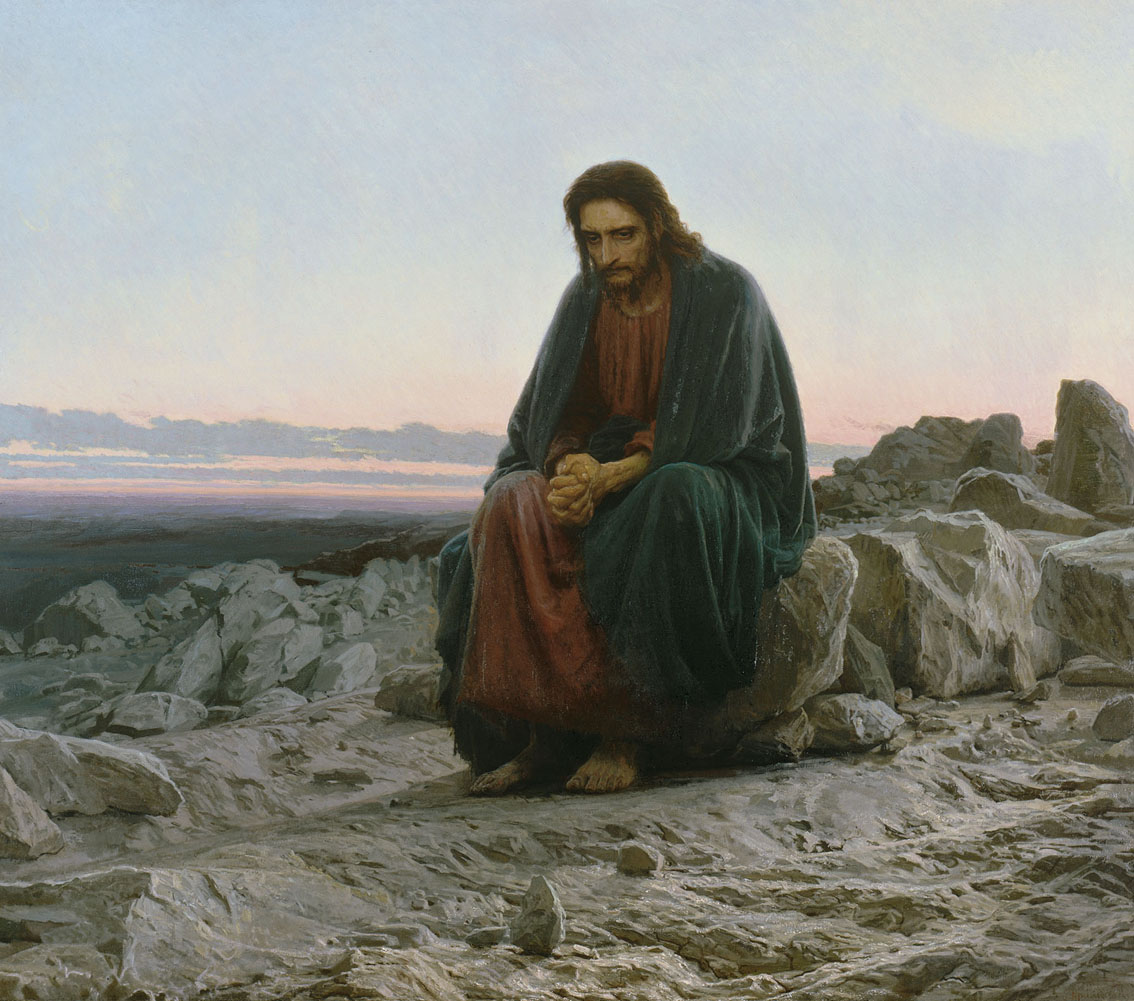
『曠野のイイスス・ハリストス』 イワン・クラムスコイ画

移動派（いどうは；ロシア語: передвижники）は、19世紀後半のロシアにおけるリアリズム美術運動のグループである。移動展派とも。1870年に「移動展覧会協会（または移動美術展協会）」を発足させ、ロシア国内の都市を巡回する移動美術展覧会を1923年まで主催した。「移動派」という通称はこのことにちなんでいる。ヴィッサリオン・ベリンスキーやニコライ・チェルヌィシェフスキーの影響を受け、歴史的かつ社会的なテーマを軸に、民衆の姿や自然の美しさをリアリズムの手法で描いた。

## 歴史
- 1863-1864年。左から右へ：
- ボグダン・ヴェニグ（ロシア語版）
- フィルス・ズラフエフ（ロシア語版）
- アレクサンドル・モロゾフ（ロシア語版）
- イワン・クラムスコイ
- キリル・レモフ（ロシア語版）
- アレクサンドル・リトフチェンコ（ロシア語版）
- コンスタンチン・マコフスキー
- ニコライ・ドミトリエフ＝オレンブルグスキー（ロシア語版）
- ニコライ・ペトロフ（ロシア語版）
- ヴァシリー・クレイタン（ロシア語版）
- ミハイル・ペスコフ（ロシア語版）
- ニコライ・シュストフ（ロシア語版）
- アレクセイ・コルズヒン（ロシア語版）
- アレクサンドル・グリゴリエフ（ロシア語版）

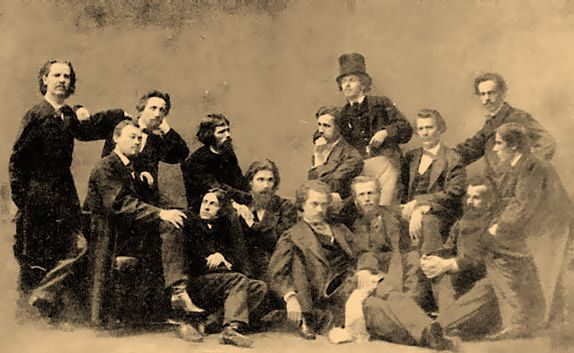

1860年代、帝国美術アカデミーは社会批判的な作品をコンクールに出品することを禁じるようになった。1863年、帝国美術アカデミーの14人の生徒が、卒業制作の主題を決める権利を求める請願書を提出したが却下された。これを受けてイワン・クラムスコイら14人はアカデミー主催のコンクールへの出品を拒否した（14人の反乱）。同年14名は、芸術家のための自由協同組合としてロシア初となる「芸術家協同組合（артель художников）」を結成した。美術評論家ウラディーミル・スターソフは「『個』が表舞台にいる」と評し支持を表明した。
1870年、芸術家協同組合を前身として、クラムスコイ、グリゴリー・ミャソエドフ、ニコライ・ゲー、ヴァシーリー・ペロフらにより、移動展覧会協会が結成された。
移動派は、1871年から1923年にかけて48回の移動展覧会を行なった。サンクトペテルブルクやモスクワをはじめとして、キエフやハリコフ、カザン、オリョール、リガ、オデッサなどの諸都市で展覧会を開いた。
1890年代初め、モダニズムの運動がおこり、1898年には『芸術世界』が創刊、「移動派は芸術を社会思想に従属させるもの」との批判を浴びるようになった。
協会内では内紛が絶えず、イリヤ・レーピンは仲間の官僚主義を批判していた。1901年にはヴァレンティン・セローフ、ミハイル・ネステロフら11人が脱退した。

1923年の第48回巡廻美術展をもって移動派は公式に活動を終えた。

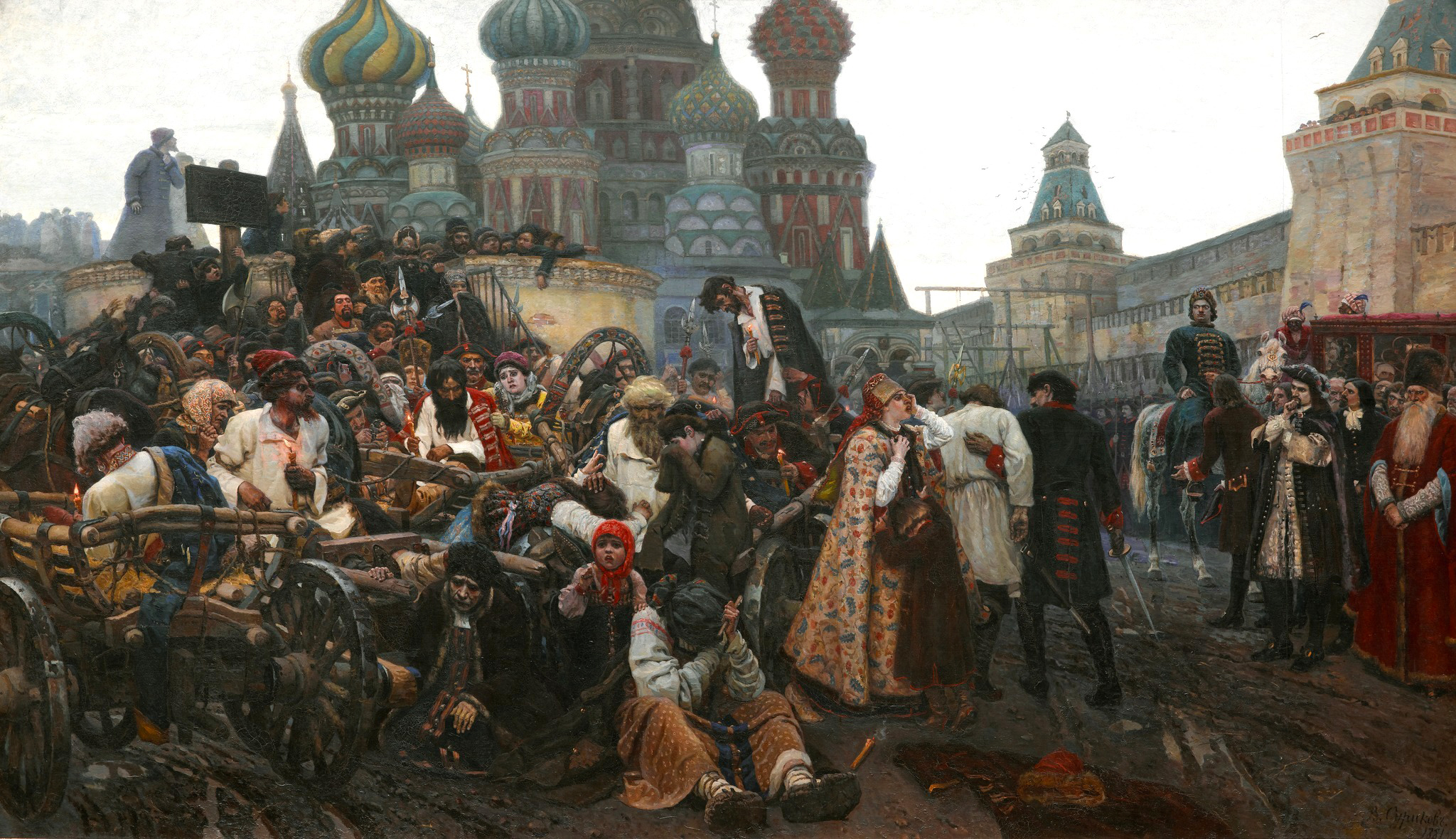
『銃兵処刑の朝』 ワシーリー・スリコフ画

## 特徴

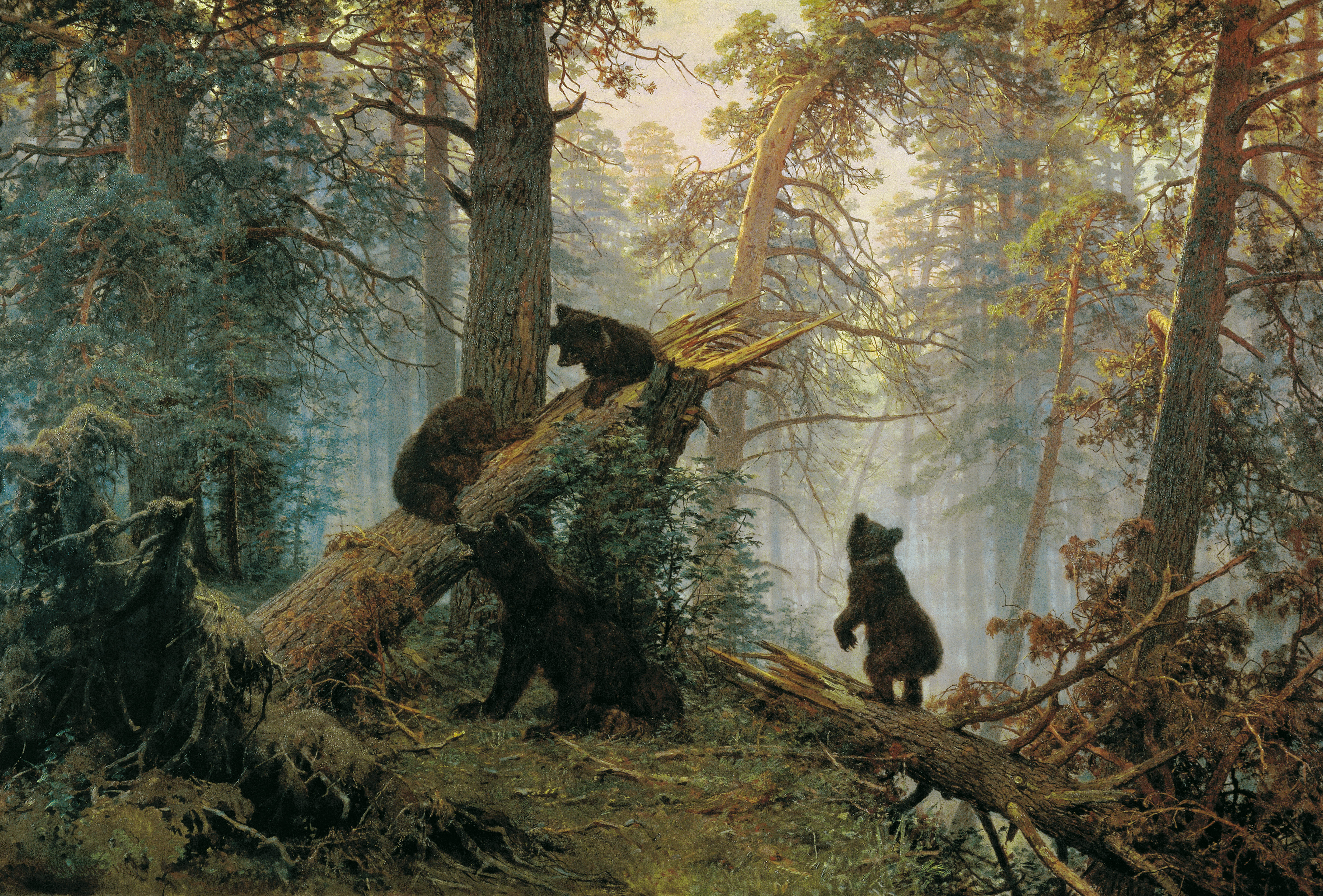
『松林の朝』 シーシキンとサヴィツキーの共作

### 作風
ベリンスキーやチェルヌィシェフスキーらが提示した芸術論を源とする、芸術とは思想の表明であり、実生活に根差していなければならないとするロシア・リアリズムに影響を受けている。
写実主義の美術として、しばしば批判精神を以て社会生活の多角的な特徴を示した。民衆の貧しさだけでなく美しさを、また苦しみだけでなく力強さや忍耐力を描いた。ロシア帝国の専制政治を糾弾し、イリヤ・レーピンの『宣伝家の逮捕』『懺悔の拒否』『思いがけなく』などにみられるようにナロードニキ運動は共感をもって描かれた。
光を描くにあたって、時代がかった伝統的な暗い色調とは対照的に、より自由な態度から、明るめの色調を選んだ。移動派は画像の自然さを狙って、人間の環境とのかかわりを描写した。後にはワシーリー・スリコフの『銃兵隊処刑の朝』など歴史画で民衆を描いた。

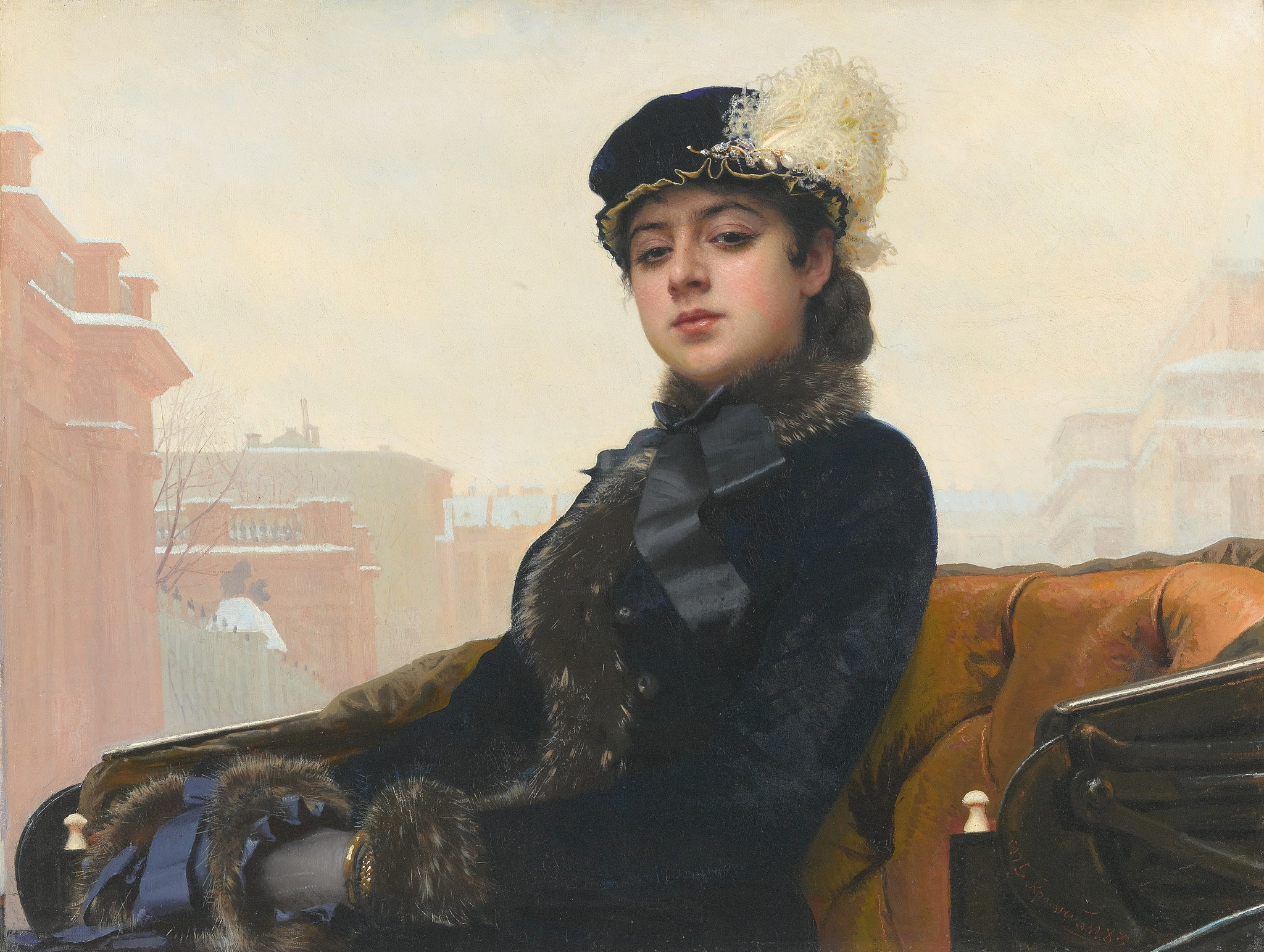
『見知らぬ女』 クラムスコイ画

### 運営
移動展覧会設立規則にはその目的として、帝国内のすべての地域にロシア美術に触れる機会を提供すること、また販路の確保による芸術家の生活負担軽減が明記されている。展覧会においては絵画や複製写真の売買もなされ、展覧会の入場料も徴収され、得られた収入は運営費にまわされた。
富豪パーヴェル・トレチャコフは1850年代という早い段階から、当時評価の定まっていない美術作品を収集しており、移動派の作品もその中に含まれるようになった。
以前に一度も展示されたことのない新作のみを展示するという原則を有していた。

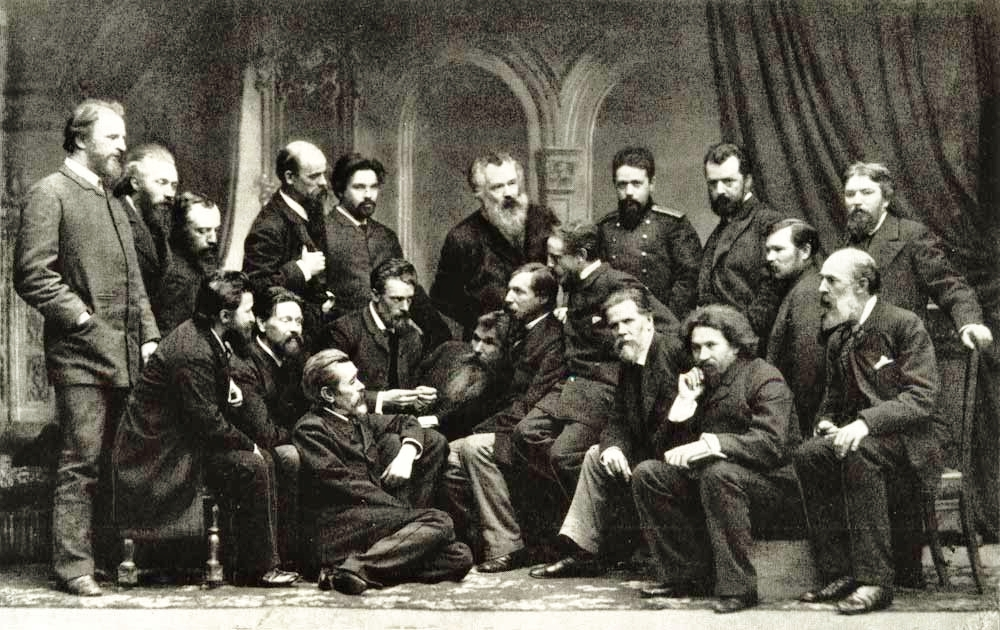

- 1885年。前列左から：
- セルゲイ・アモソフ（ロシア語版）
- アレクサンドル・キセリョフ
- ニコライ・ネヴレフ（ロシア語版）
- ウラジーミル・マコフスキー（ロシア語版、英語版）
- アレクサンドル・リトフチェンコ（ロシア語版）
- イラリオン・プリャニシニコフ
- キリル・レモフ（ロシア語版）
- イワン・クラムスコイ
- イリヤ・レーピン
- イワノフ（協力者）
- コンスタンチン・マコフスキー
- 後列左から：
- グリゴリー・ミャソエドフ
- コンスタンチン・サヴィツキー（ロシア語版、英語版）
- ヴァシーリー・ポレーノフ
- エフィム・ヴォルコフ（ロシア語版）
- ワシーリー・スリコフ
- イヴァン・シーシキン
- ニコライ・ヤロシェンコ
- パヴェル・ブリュロフ（ロシア語版）
- アレクサンドル・ベグロフ（ロシア語版）

### メンバー
帝国内の多くの地域から人材が集まった。ウクライナやラトビア、リトアニア、アルメニア出身者もいた。メンバーの作品だけでなく、彫刻家のマルク・アントコリスキーや、戦争画で知られるヴァシーリー・ヴェレシチャーギンらの作品も展示した。
協会の存続中に、会員数は100人を超えた。
1890年代までにペテルブルク美術アカデミーの体制に移動派のメンバーも含まれるようになり、自然主義の画派に影響を見せるようになった。

### アカデミーとの関係
第1回移動展覧会を開催するにあたり、クラムスコイはペテルブルク新報に声明を発表しているが、署名でアカデミー会員を名乗っている。クラムスコイに限らず移動展覧会にはアカデミー会員や美術アカデミーの教授職についていた画家たち参加していた。このことから、アカデミーに迎合しないまでも、利用あるいは協調しつつ運営していたとみる向きがある。

## 移動派の主なメンバー

### 創立メンバー
- イワン・クラムスコイ
- グリゴリー・ミャソエドフ
- ワシーリー・ペロフ
- ニコライ・ゲー
- コンスタンチン・マコフスキー
- ニコライ・マコフスキー（ロシア語版、英語版）
- レフ・カーメネフ（ロシア語版、英語版）
- ミハイル・コンスタンティノヴィッチ・クロット（ロシア語版、英語版）
- ミハイル・ペトロヴィッチ・クロット（ロシア語版）
- アレクセイ・コルズヒン（ロシア語版、英語版）
- キリル・レモフ（ロシア語版、英語版）
- イラリオン・プリャニシニコフ
- アレクセイ・サヴラソフ
- イヴァン・シーシキン
- ヴァレリー・ヤコビ（ロシア語版、英語版）

### 参加メンバー
- アルヒープ・クインジ
- ワシーリー・マクシモフ
- アレクセイ・ボゴリュボフ（ロシア語版、英語版）
- コンスタンチン・サヴィツキー（ロシア語版、英語版）
- ウラジーミル・マコフスキー（ロシア語版、英語版）
- ヴィクトル・ヴァスネツォフ
- ニコライ・ヤロシェンコ
- イリヤ・レーピン
- ヴァシーリー・ポレーノフ
- ラファイル・レヴィツキー（ロシア語版、英語版）
- ワシーリー・スリコフ：曾孫アンドレイ・コンチャロフスキーは映画監督。
- イサーク・レヴィタン
- ニコライ・ドゥボフスコイ
- イリヤ・オストロウーホフ
- アブラム・アルヒーポフ（ロシア語版、英語版）
- アンドレイ・リャブシュキン（ロシア語版、英語版）
- ニコライ・アレクセーヴィチ・カサートキン（ロシア語版、英語版）
- エミリヤ・シャンクス（ロシア語版、英語版）
- アブラム・アルヒーポフ（ロシア語版、英語版）
- ヴァレンティン・セローフ
- アレクセイ・コリン（ロシア語版、英語版）
- イヴァン・ポヒトノフ（ロシア語版、英語版）
- ニコライ・ボグダノフ=ベルスキー（ロシア語版、英語版）
- ミハイル・ネステロフ
- アポリナリー・ヴァスネツォフ
- ニコライ・ピモネンコ
- ヴィトルド・ビヤリニツキー=ビリリヤ（ロシア語版、英語版）
- アレクサンドル・モラホフ（ロシア語版）
- ヴァルジェス・シュレニアンツ（ロシア語版、英語版）
- ピョートル・ケリン（ロシア語版）

### ゲスト出展
- マルク・アントコリスキー（ロシア語版、英語版）
- ダヴィド・ブルリューク
- イサーク・ブロドスキー（ロシア語版）
- ヴァシーリー・ヴェレシチャーギン
- オイゲン・デュッカー
- コンスタンチン・コローヴィン
- フィリップ・マリャーヴィン
- レオニード・パステルナーク：文豪ボリス・パステルナークの父親。作曲家アレクサンドル・スクリャービンの友人。
- エレーナ・ポレーノヴァ
- パオロ・トルベツコイ
- エカテリーナ・ユンゲ
- コンスタンチン・ユオン